# Гребля Ваді-Шовка
Гребля Ваді-Шовка (Wadi Showkah) – інженерна споруда на північному сході Об’єднаних Арабських Еміратів, у еміраті Рас-ель-Хейма.
Гребля, яку ввели в дію у 2001 році, виконує функції живлення водоносних горизонтів (затримання на певний час води епізодичних дощів дозволяє забезпечити Її максимальне всотування у алювіальні породи русла) та захисту від повеней. 
Гребля висотою 24 метра та довжиною 105 метрів виконана як споруда із ущільненого котком бетону, що потребувала 18 тис м3 такого матеріалу (загальний обсяг бетонних робіт 20 тис м3). Центральну частину греблі займає водопереливна ділянка завдовжки біля шести десятків метрів.
Гребля може утримувати тимчасове водосховище об’ємом 0,28 млн м3 з площею  поверхні 0,13 км2.
У комплексі з основною спорудою та за майже три кілометри нижче від неї по течії звели допоміжну міні-греблю, які призначена для стабілізації потоку під час повені. Вона має висоту 3 метра і здатна затримувати 10 тис м3 води.